# Famille de Baecque
La famille de Baecque est une famille flamande d'ancienne bourgeoisie française dont l'origine remonte au XVIIIe siècle, dans la région de la Flandre française, issue de Pierre-Benoît de Baecque (1710-1765), bourgeois de Bergues,.

## Filiation historique
- Pierre Joseph Bertrand de Baecque (1745-1821), négociant, bourgeois de Dunkerque.
  - Bertrand Charles Octave de Baecque (1785-1859), négociant, bourgeois de Dunkerque.
    - Charles de Baecque (1811-1876), négociant, fondateur en 1837 de la Banque de Baecque Beau. Il épouse en 1841 sa cousine Émilie Madeleine Pauline de Baecque (1822-1890), fille de son oncle Augustin de Baecque. De cette union naît :
      - Georges Paul Benjamin de Baecque (1848-1914), banquier à la Banque de Baecque Beau. Il épouse en 1877 Élisabeth Chantal Vilin (1856-1940), d'où :
        - Marcel Émile Hippolyte Charles de Baecque (1878-1949), banquier à la Banque de Baecque Beau. Il épouse en 1905 Odette Coulon (1885-1965) ; de cette union naissent :
          - Gérard Jean Louis de Baecque (1906-1995), banquier à la Banque de Baecque Beau. Il épouse en 1944 Françoise Lachnitt (1920-1991)[3]. De cette union, naît :
            - Christian de Baecque (1945-), ancien PDG de la Banque de Baecque Beau et président du tribunal de commerce de Paris. Il épouse Martine Léchauguette. De cette union, naissent :
              - Benoît de Baecque (1975-2013), professeur de lettres classiques, psychologue clinicien.
              - Marie-Caroline de Baecque (1977-), scénographe, dirigeante de l'agence Interstices.
              - Paul-Henri de Baecque (1982-), comédien, auteur-scénariste.

```
                                         ....................
```

- Daniel Charles Germain de Baecque (1910-2001), banquier à la Banque de Baecque Beau, épouse en 1932 Jacqueline Landon (1910-2003)[3].
  - Francis George Henri de Baecque (1915-2005), conseiller d’État. Il épouse en 1940 Germaine Marie Suzane Laporte (1920-2015)[3].
    - Roger Lucien Maurice de Baecque (1920-2011), directeur à la Société générale. Il épouse en 1946 Nicole Jeanne Thérèse Bagot (1923-2017)[3].
      - André François Jacques de Baecque (1927-2010), homme de lettres. Il épouse Solange Gondallier de Tugny (1926-), d'où :
        - Antoine de Baecque (1962-), historien, critique de cinéma et de théâtre et éditeur français. Il épouse Sylvie Robic, d'où :
          - Suzanne de Baecque (1995-), comédienne.

        - Antoine de Baecque épouse en secondes noces Emmanuelle Loyer d'où:
          - Louise de Baecque (2010-).

```
                                          ....................
```

## Armoiries
| Blason de la famille de Baecque | La famille de Baecque porte : Écartelé, aux 1 et 4 d'or au sanglier courant de sable, aux 2 et 3 d'or à l'aigle bicéphale de sable. (Armes remontant à Pierre de Baecque, enregistrées dans l'Armorial Général de France de 1696). |

## Pour approfondir